# Punata
Punata è un comune (municipio in spagnolo) della Bolivia nella provincia di Punata (dipartimento di Cochabamba) con 23.725 abitanti (dato 2010).